# خان آباد
خان‌ آباد هي مدينة بمستوى مقاطعة في ولاية أنديجان في أوزبكستان.